# 真新新村駅
座標: 北緯31度15分24.8秒 東経121度22分7.82秒 / 北緯31.256889度 東経121.3688389度
真新新村駅（しんしんしんそんえき）は中華人民共和国上海市嘉定区真新街道、祁連山南路と銅川路の交差点に位置する、上海軌道交通14号線の駅である。

## 駅構造
島式ホーム1面2線の地下駅。出口は5箇所ある。

## 駅出口
- 1号出口 - 銅川路・祁連山南路北西側
- 2号出口 - 銅川路・祁連山南路南西側
- 4号出口 - 銅川路南側、真新新村嘉和坊105号棟・108号棟入口付近
- 5号出口 - 銅川路北側、銅安自由市場南西門
- 6号出口 - 銅川路北側

## 隣の駅
上海地下鉄
 14号線
定辺路駅 - 真新新村駅 - 真光路駅